# Teofil Kwiatkowski
Teofil Antoni Jaksa Kwiatkowski (n. 21 februarie 1809, Pułtusk, Polonia – d. 14 august 1891, Avallon, Franța) a fost un pictor polonez.

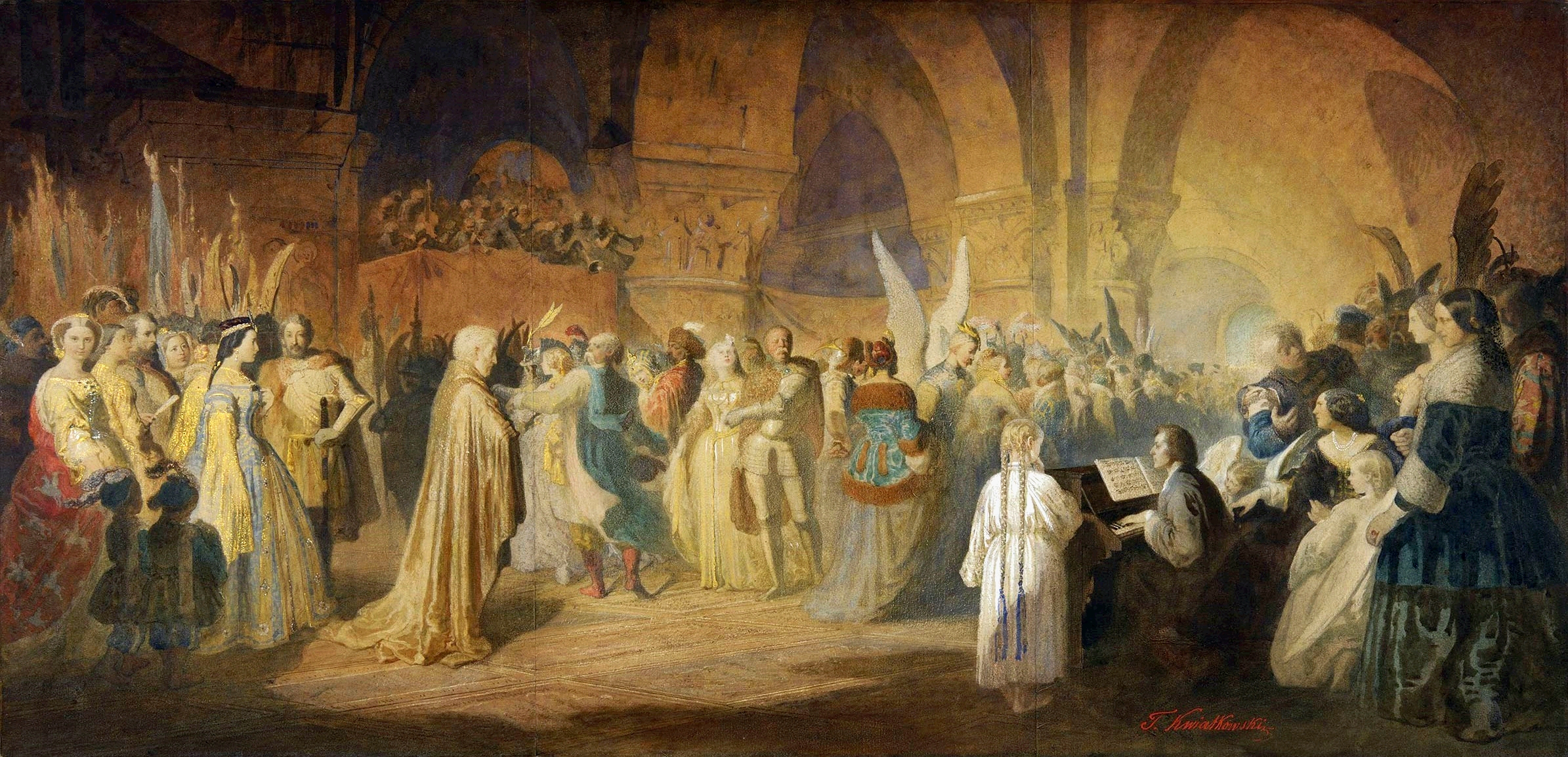
Frédéric Chopin cântând la Hôtel Lambert din Paris

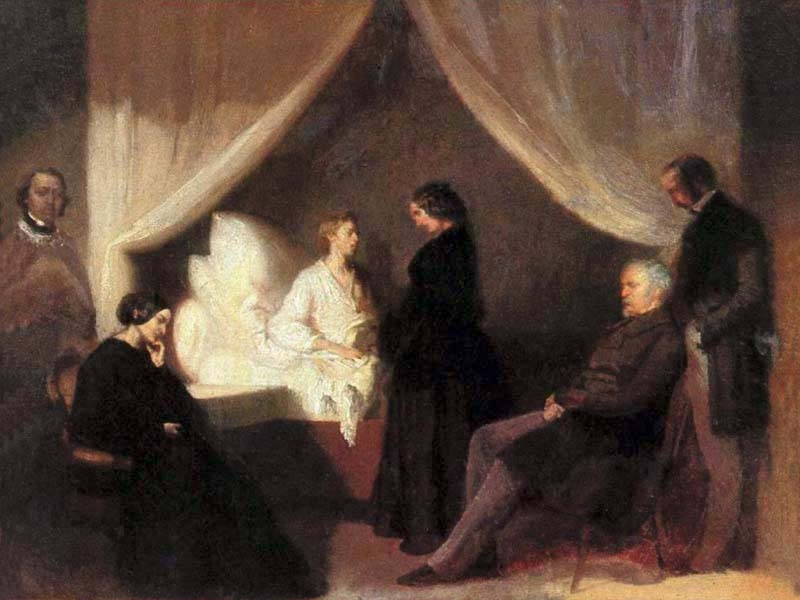
Chopin pe patul de moarte (1849)

## Biografie
Teofil Antoni Jaxa s-a născut într-o familie nobilă din Pułtusk. În anul 1825, a fost admis la Universitatea din Varșovia, în Departamentul de Arte Plastice, secțiunea pictură.
Kwiatkowski a participat la Revolta din Noiembrie, iar după suprimarea ei, a emigrat în Franța. Opera sa artistică include mai multe picturi cu Frédéric Chopin, inclusiv un tablou cu compozitorul cântând la balul de la Hôtel Lambert din Paris și un tablou cu Chopin pe patul de moarte. Între 1845-1845, Teofil a făcut mai multe călătorii în sudul Franței, iar multe dintre acestea sunt reprezentate în tablourile sale.
În anul 1852, a solicitat cetățenia franceză, iar în data de 10 martie 1863, printr-un decret al Consiliului de Stat, Kwiatkowski se bucura de toate drepturile unui cetățean francez.
Teofil a murit la Avallon în 14 august 1891. Ziarul local nu a făcut nicio menționare legată de moartea acestuia, din dorința pictorului de a fi discret. Câteva ziare poloneze au menționat moartea pictorului, descriindu-l ca unul dintre ultimii veterani ai revoluției din anul 1830 și ca un pictor distins și elegant. Prietenia sa cu Chopin a fost de asemenea menționată.